# Петрівське (Кальміуський район)
Петрі́вське — село в Україні, у Бойківській громаді Кальміуського району Донецької області. Населення становить 79 осіб.

## Загальні відомості
Відстань до райцентру становить близько 8 км і проходить переважно автошляхом Т 0519.
Перебуває на території, яка тимчасово окупована російськими терористичними військами.

## Населення
За даними перепису 2001 року населення села становило 79 осіб, із них 93,67% зазначили рідною мову українську та 6,33% — російську.